# Provopoli
provopoli (im Untertitel Wem gehört die Stadt?) ist ein von 1972 bis 1980 vom Horatio-Verlag und vom Spielclub hergestelltes Gesellschaftsspiel, dessen Name eine Verballhornung des bekannten Spiels Monopoly ist. Bei provopoli tritt eine Blaue Gruppe (die Vertreter der herrschenden Macht) gegen eine Rote Gruppe (die die bestehenden Verhältnisse verändern möchte) an. Damit nimmt es Bezug auf die 68er-Bewegung und die damaligen gesellschaftlichen Umbruchversuche. Ziel der roten Gruppe ist es, mit Hilfe von Demonstrationen, Besetzungen, Attentaten, Blockaden oder Gefangenenbefreiungen ihre Ideologie durchzusetzen – Ziel der Blauen Gruppe ist, dies nach Möglichkeit zu verhindern. Ziel des Spieles ist es, dem Spieler oder der Spielerin ein kritischeres Denken über bestehende Machtverhältnisse zu vermitteln.
Das Spiel wurde im Juni 1980 auf Antrag des Bayerischen Staatsministeriums für Arbeit und Sozialordnung in die Liste der jugendgefährdenden Schriften aufgenommen. Das Ministerium begründete den Antrag damit, dass das Spiel dazu geeignet sei „Kinder und Jugendliche sozialethisch zu verwirren (desorientieren)“ und „sittlich zu gefährden“. Zudem wurde in dem Verfahren festgestellt, dass das Spiel „staatsfeindliche und terroristische Inhalte“ besitze. Außerdem „werde zu Geiselnahme, Bombenanwendung, Errichtung von Barrikaden, Einbrüche in Amtsräume [...] angeregt. Weiterhin werde in diesem Spiel nicht zur kritischen Auseinandersetzung mit demokratischen Gesellschaftsformen angeregt, sondern die Demokratie generell abgelehnt, und deshalb ein terroristischer Kampf um Gesellschaftsveränderung, der verfassungswidrig ist, propagiert.“ 2005, nach 25-jährigem Verbot, wurde das Spiel aus der Liste jugendgefährdender Schriften gestrichen und dürfte somit heute wieder an Jugendliche verkauft werden.
Richard David Precht erwähnt provopoli in seinem Buch Lenin kam nur bis Lüdenscheid, in dem er seine Jugend in einem sozialistischen Elternhaus in der BRD der siebziger Jahre darstellt.